# Miramar (Schiff)

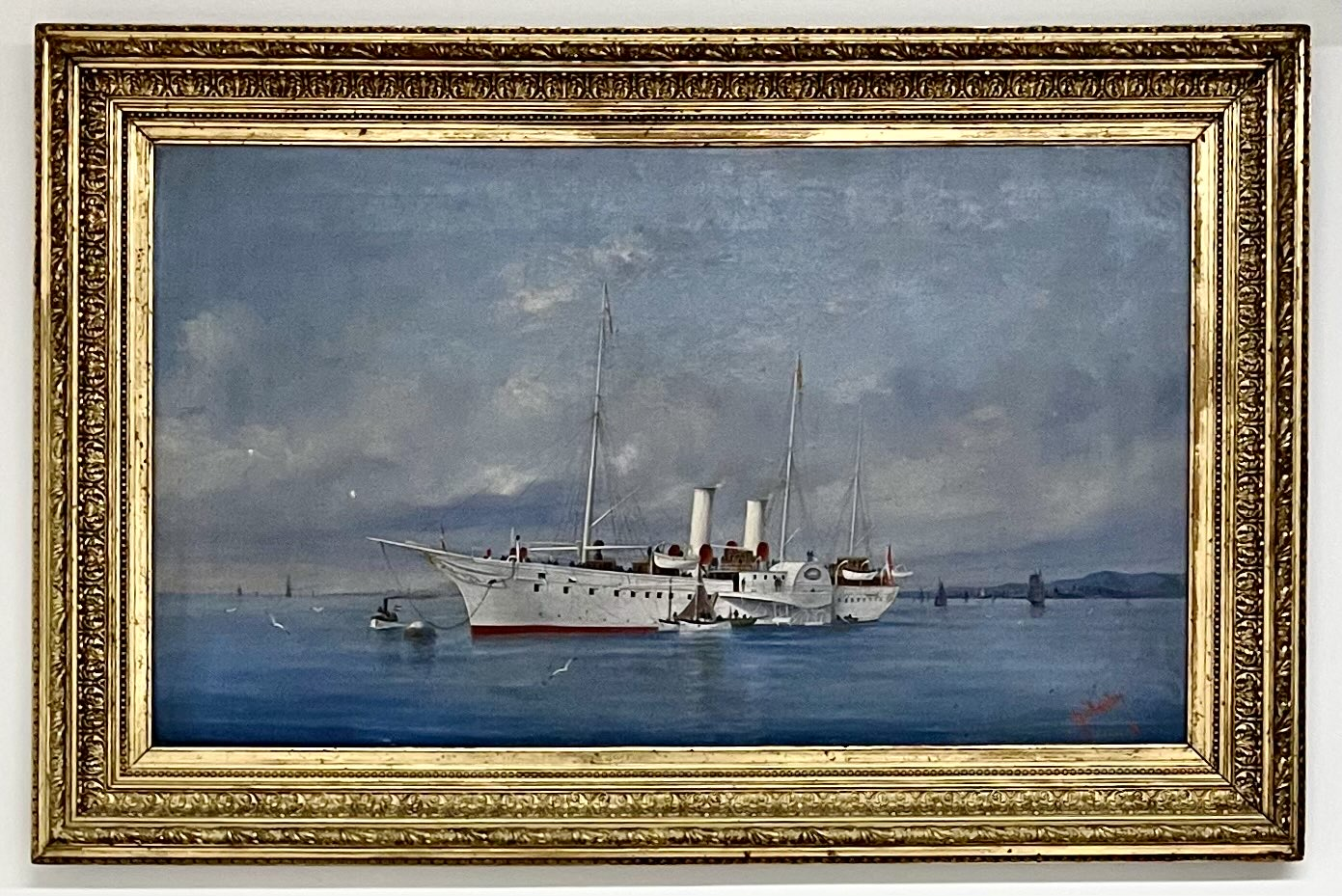
Ölgemälde SMS Miramar um 1893 Gustav Kappler (Privatbesitz)

Der Radaviso SMS Miramar war ein Schiff der österreichisch-ungarischen Marine und diente als kaiserlich österreichische Staatsyacht.

## Das Schiff
Die von Josef von Romako entworfene Raddampfyacht Miramar wurde 1871/72 auf der Werft Samuda Brothers in London-Poplar gebaut und lief am 8. Januar 1872 vom Stapel. Die Indienststellung erfolgte am 17. August 1872. Nach Probefahrten um Southampton erreichte die Miramar am 14. September den Hafen von Pola.
Das über alles 92 Meter lange Schiff wurde ursprünglich von einer oszillierenden Zweizylinder-Verbunddampfmaschine von John Penn & Sons angetrieben, bei einer Drehzahl von 28 Umdrehungen pro Minute wurde eine maximale Geschwindigkeit von 17,4 Knoten erreicht. Der Kohlenvorrat betrug 272 Tonnen, der Durchmesser der beiden Schaufelräder 8,2 Meter – jede Schaufel maß 3,5 × 1,2 Meter.
Während eines sieben Monate dauernden Umbaus im Jahr 1893 wurde eine neue, 3000 PS leistende Maschine von F. Schichau eingebaut, die bei gleicher Drehzahl nur mehr 15 Seemeilen pro Stunde Höchstgeschwindigkeit erlaubte. Ebenso wurden anstatt der bisherigen Kofferkessel nun Flammrohrkessel eingebaut. Im Zuge dieses Umbaus wurde das Schiff mit elektrischer Beleuchtung versehen, moderne Bäder sowie eine eigene Kühlanlage für den Proviant eingebaut.
Die Miramar besaß ursprünglich einen schwarz gestrichenen Rumpf mit hellgelben Rauchfängen, zu einem nicht näher bekannten Zeitpunkt (anzunehmen ist der Umbau 1893) wurde das Schiff zur Gänze weiß mit grünem Unterwasserschiff und gelben Rauchfängen lackiert.
Der Rumpf des Schiffes war bereits in mehrere wasserdichte Schotten unterteilt. Die Mannschaftsquartiere befanden sich im vorderen Teil des Schiffes, die Aufenthaltsräume der kaiserlichen Hofes im Achterschiff. Die Innenausstattung entsprach dem damals zeitgemäßen Stil des Historismus und war geprägt von dunkler Holztäfelung sowie schweren Stoffen. Die kaiserlichen Gemächer bestanden aus einem Speisesaal mit zwei elektrisch beleuchteten Lustern, daran schlossen sich die Appartements von Kaiser und Kaiserin an. Das Arbeitszimmer des Kaisers beherbergte einen kleinen Schreibtisch, die Matratzen des kaiserlichen Bettes waren mit „einigen Centner“ eingenähtem Blei beschwert. Der Salon der Kaiserin war mit roten Stoffen drapiert, in ihrem Schlafzimmer gab es einen in die Wand versenkbaren Spiegel.
Auf dem Oberdeck befand sich ein kleiner „Blumenpavillon“, von welchem Kaiserin Elisabeth ungestört das Meer betrachten konnte. Das mit einem Sonnensegel überdachte achtere Sonnendeck war zudem mit Palmen und anderen Grünpflanzen drapiert, welche als Sichtschutz der notorisch öffentlichkeitsscheuen Kaiserin dienten.

## Kaiserliche Yacht
Die Miramar, benannt nach dem kaiserlichen Schloss Miramare bei Triest, diente ab ihrer Indienststellung als kaiserliche Yacht und wurde besonders oft von Kaiserin Elisabeth auf ihren zahlreichen rastlosen Kreuzfahrten genutzt. Eines der mit Vorliebe angelaufenen Ziele war das Achilleion der Kaiserin auf Korfu. Daneben diente sie auch Kaiser Franz Joseph I. im Rahmen von Reisen und Manövern, dessen Sohn Kronprinz Rudolf als auch dem Thronfolger Erzherzog Franz Ferdinand und beförderte auch andere Mitglieder der kaiserlichen Familie sowie deren Gäste.
Die zahlreichen Fahrten im Mittelmeer führten das Schiff unter anderem nach Istrien, Dalmatien, Italien, Spanien, Frankreich, Mallorca, Griechenland, Nordafrika, Ägypten, Palästina, das Osmanische Reich, Sizilien, Tunis und Malta.
Ab 1906 wurde das Schiff von der moderneren Admiralitätsyacht Lacroma ersetzt, einem umgebauten Kreuzer. Dennoch diente das Schiff bei zahlreichen Anlässen, unter anderem dem Stapellauf der Viribus Unitis (1911) weiterhin als Flaggschiff des Thronfolgers Franz Ferdinand. Danach wurde die Miramar an die Reserveflotte abgegeben, blieb jedoch weiterhin im Stand der k.u.k Marine. 1918 fiel das ungenützte Schiff an das Königreich Italien, wo es 1920 verschrottet wurde.
Als Yacht der mythisierten Kaiserin Elisabeth wurde die Miramar de facto selbst zu einem legendären Schiff.